# Äolische Mauereidechse
Die Äolische Mauereidechse (Podarcis raffonei) gehört zur Familie der Echten Eidechsen (Lacertidae) und zur Gattung der Mauereidechsen (Podarcis) und lebt auf den Liparischen Inseln.

## Merkmale

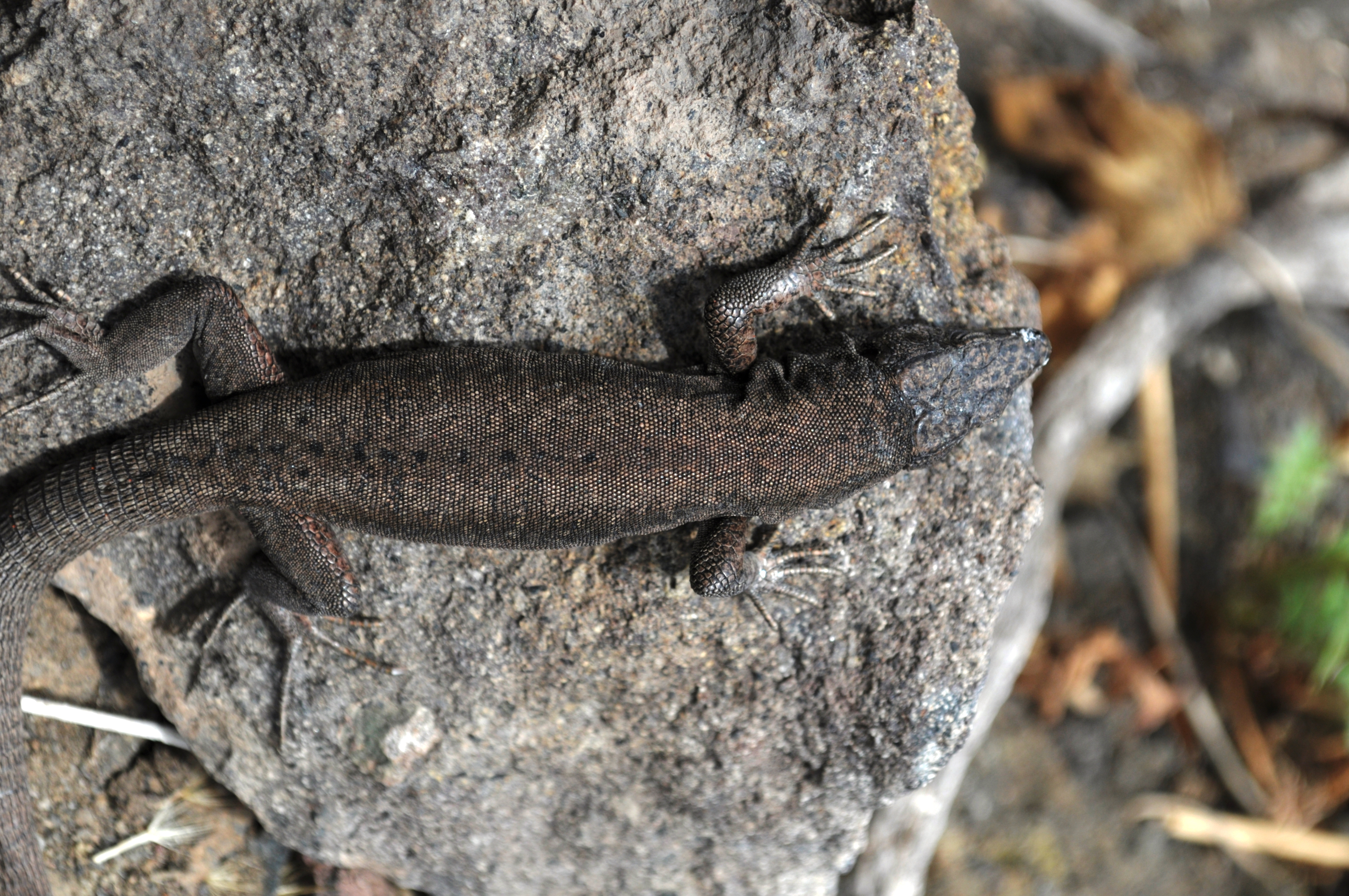
Die Oberseite eines dunkel gefärbten Exemplars.

Die Äolische Mauereidechse erreicht Gesamtlängen von bis zu 26 cm und eine Kopf-Rumpf-Länge von 8,5 cm. Färbung und Zeichnung sind recht variabel und von Insel zu Insel unterschiedlich. Die Oberseite ist meist bräunlich, manchmal grünlich-braun, in einigen Populationen sehr dunkel. Oft finden sich helle Längsstreifen an der Grenze des Rückens zu den Flanken. Auf Rücken und Flanken sind vielfach dunkle Flecken, die zu einem Netzmuster zusammenfließen können. Auch können leuchtend blaue Flecken an den Flanken dazukommen. Die Unterseite ist weißlich, gräulich bis hellbläulich oder rötlich. Zumindest auf Vulcano ist die Kehle dunkel gefleckt.

## Verbreitung
Die Äolische Mauereidechse bewohnt vier der Liparischen Inseln, die auch Äolische Inseln genannt werden. Die Nominatform P.r.raffonei lebt auf der 0,35 ha großen Insel Strombolicchio, nordöstlich der Insel Stromboli, die Unterart P.r.alvearioi lebt auf der Insel Vulcano und den Eilanden La Canna und Scoglio Faraglione. Im Jahr 2018 wurde der Bestand auf etwa 1050 Exemplare geschätzt, wovon 500 allein auf Strombolicchio lebten.

## Lebensraum
Die Art lebt nur in Küstennähe, wobei die besiedelten kleineren Eilande zwischen 35 und 70 m Höhe über NN erreichen. Auf Vulcano kommt die Art bis etwa 300 m über NN vor. Auf den Eilanden werden mangels Alternativen felsige Lebensräume mit spärlicher Vegetation besiedelt, während sich die Art auf Vulcano in dicht mit Zwergsträuchern bewachsenen Lebensräumen findet.

## Lebensweise
Die Art ist ganzjährig aktiv mit einem Schwerpunkt von März bis Juni und von September bis Oktober. Die Paarungen finden vor allem von März bis Mai statt. Die Weibchen erzeugen ein bis zwei Gelege pro Jahr und legen dabei jeweils 4–8 Eier in selbstgegrabenen Löchern nahe den Wurzeln von Büschen oder unter Wurzeln krautiger Pflanzen. Etwa zwei Monate später schlüpfen die Jungtiere. Die Nahrung besteht vor allem aus Käfern, besonders Schwarz- und Rüsselkäfern, und Ameisen. Als Fressfeind kommt der Eleonorenfalke infrage.

## Gefährdung
Die IUCN listet die Art als vom Aussterben bedroht (critically endangered) mit einem abnehmenden Populationstrend. Die Art war früher auf den Äolischen Inseln vermutlich weiter verbreitet, ihr heute sehr eingeschränktes Areal hat Reliktcharakter. Hauptrückgangsursachen dürften Lebensraumzerstörungen durch den Menschen und die Verschleppung der konkurrenzstarken Ruineneidechse sein. Die noch bestehenden wenigen, meist kleinen Populationen sind sehr empfindlich gegenüber Eingriffen.